# Psoroma caliginosum
Psoroma caliginosum är en lavart som beskrevs av James Stirton. 
Psoroma caliginosum ingår i släktet Psoroma och familjen Pannariaceae. Inga underarter finns listade i Catalogue of Life.